# Petra Schersing
Petra Schersing (născută Müller; n. 18 iulie 1965, Quedlinburg, Republica Democrată Germană, Germania) este o atletă ce a reprezentat Republica Democrată Germană, medaliată olimpică. A participat la o ediție a Jocurilor Olimpice (1988) în care a câștigat medalia de bronz în proba de 4x400 de metri. A devenit, de asemnea, campioană mondială în 1987.

## Palmares
| An   | Competiție                      | Locație                     | Loc | Eveniment | Note    |
| ---- | ------------------------------- | --------------------------- | --- | --------- | ------- |
| 1983 | Campionatul European de Juniori | Schwechat, Austria          | 1   | 400 m     | 51,79   |
| 1983 | Campionatul European de Juniori | Schwechat, Austria          | 1   | 4x400 m   | 3:30,44 |
| 1985 | Cupa Europei                    | Moscova, Uniunea Sovietică  | 2   | 4x400 m   | 3:20,10 |
| 1986 | Campionatul European în sală    | Madrid, Spania              | 2   | 400 m     | 51,59   |
| 1986 | Campionatul European            | Stuttgart, Germania de Vest | 3   | 400 m     | 49,88   |
| 1986 | Campionatul European            | Stuttgart, Germania de Vest | 1   | 4x400 m   | 3:16,87 |
| 1987 | Campionatul Mondial în sală     | Indianapolis, Statele Unite | 7   | 400 m     | 52,92   |
| 1987 | Cupa Europei                    | Praga, Cehoslovacia         | 1   | 400 m     | 49,91   |
| 1987 | Cupa Europei                    | Praga, Cehoslovacia         | 2   | 4x400 m   | 3:20,60 |
| 1987 | Campionatul Mondial             | Roma, Italia                | 2   | 400 m     | 49,94   |
| 1987 | Campionatul Mondial             | Roma, Italia                | 1   | 4x400 m   | 3:18,63 |
| 1988 | Campionatul European în sală    | Budapesta, Ungaria          | 1   | 400 m     | 50,28   |
| 1988 | Jocurile Olimpice               | Seul, Coreea de Sud         | 2   | 400 m     | 49,42   |
| 1988 | Jocurile Olimpice               | Seul, Coreea de Sud         | 3   | 4x400 m   | 3:18,29 |
| 1990 | Campionatul European            | Split, Iugoslavia           | 2   | 400 m     | 50,51   |
| 1990 | Campionatul European            | Split, Iugoslavia           | 1   | 4x400 m   | 3:21,02 |

## Legături externe
- Materiale media legate de Petra Schersing la Wikimedia Commons
- en Petra Schersing la World Athletics
- en Petra Schersing la Olympedia.org